# Huércal de Almería
Ne doit pas être confondu avec Huércal-Overa.
Huércal de Almería est une commune de la province d'Almería, Andalousie, en Espagne.

## Géographie

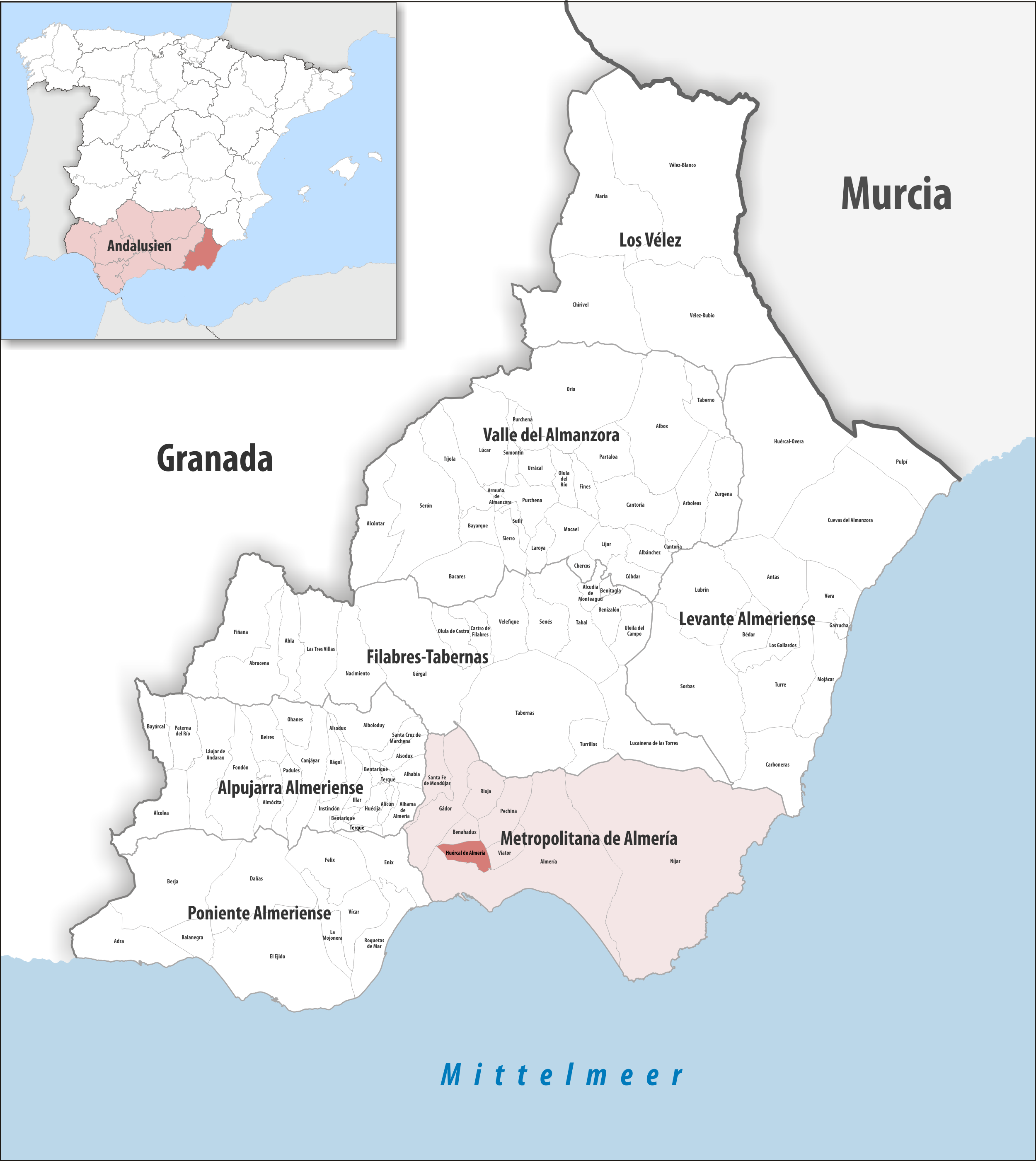
Huércal de Almería dans la comarque d'Almería, province d'Almería / en Andalousie

### Localisation
La commune de Huércal de Almería se trouve dans le sud de la province d'Almería et dans l'ouest de la comarque métropolitaine d'Almería.
Almería est à 5 km sud ;
Malaga à 207 km ouest ;
Madrid à 538 km nord-nord-ouest ;
Gibraltar à 345 km ouest-sud-ouest (distances par route).

### Généralités
Le fleuve Andarax marque la limite de commune avec Pechina et Viator à l'est ; il est longé par le chemin de fer Linares - Almeria.

## Administration
| Période                                  | Période | Identité | Étiquette | Qualité |
| ---------------------------------------- | ------- | -------- | --------- | ------- |
| N/A                                      | N/A     | N/A      | N/A       | Maire   |
| Les données manquantes sont à compléter. |         |          |           |         |